# Хенри Шефер
Хенри Морис Шефер (енгл. Henry Maurice Sheffer; 1882 — 1964) је био амерички логичар.
Шефер је био пољски Јеврејин рођен у Украјини, који је имигрирао у САД са својим родитељима. Образован је на универзитету Харвард, учећи логику код Џосаје Ројса. Већи део каријере Шефер је провео предајући на харвардском одсеку за филозофију. Мајкл Сканлан је 2000. написао студију Шеферовог живота и дела.
Шефер је 1913. доказао да Булова алгебра може да се дефинише користећи само једну примитивну бинарну операцију, „не оба. .. и.. .", сада скраћена у НИ, или њену дуалну операцију НИЛИ. Слично, исказна алгебра може да се формулише користећи се само једном операцијом уз помоћ табеле истинитости било за логичко ни, које се симболизује стрелицом нагоре, или дуални оператор логичко нили, које се симболизује стрелицом надоле. Чарлс Перс је такође открио ове чињенице 1880. године, али релевантан рад није објављен до 1933. године. Шефер је, такође, предложио аксиоме формулисане искључиво уз помоћ његове стрелице.
Бертранд Расел се похвално изразио о Шеферовом открићу користећи га у другом издању своје Principia Mathematica како би поједноставио своју логику. В. В. Квин такође користи овај Шеферов оператор у књизи Математичка логика.
Шеферова свеза представља било какву свезу у логичком систему који функционише на начин аналоган функционисању Шеферовог оператора. На пример, Шеферове свезе су развијене за квантификациону и модалну логику.